# 23729 Kemeisha
23729 Kemeisha là một tiểu hành tinh vành đai chính với chu kỳ quỹ đạo là 1268.7676731 ngày (3.47 năm).
Nó được phát hiện ngày 21 tháng 4 năm 1998.